# Carposina semitogata
Carposina semitogata là một loài bướm đêm thuộc họ Carposinidae. Nó là loài đặc hữu của Kauai.